# لوترویل (مریلند)
لوترویل (به انگلیسی: Lutherville) یک منطقهٔ مسکونی در ایالات متحده آمریکا است که در شهرستان بالتیمور، مریلند واقع شده‌است. لوترویل ۵٫۵ کیلومتر مربع مساحت و ۶٬۵۰۴ نفر جمعیت دارد.